# Mixtèque de Tezoatlán
Le mixtèque de Tezoatlán est une langue mixtèque parlée dans  le Nord-Ouest de l'État d'Oaxaca, au Mexique.

## Classification
Le parler mixtèque de Tezoatlán est une langue amérindienne qui appartient à la branche mixtèque de la famille des langues oto-mangues.

## Phonologie
Les tableaux présentent les phonèmes du mixtèque parlé à San Andrés Yutatío.

### Voyelles
|         | Antérieure | Centrale | Postérieure |
| ------- | ---------- | -------- | ----------- |
| Fermée  | i [i]      |          | u [u]       |
| Moyenne | e [e]      |          | o [o]       |
| Ouverte |            | a [a]    |             |

### Consonnes
|            |               | Bilabiale | Dentale | Alvéolaire | Palatale | Vélaire | Glottale |
| ---------- | ------------- | --------- | ------- | ---------- | -------- | ------- | -------- |
| Occlusives | Sourdes       | p [p]     |         | t [t]      |          | k [k]   | ʔ [ʔ]    |
| Occlusives | Prénasalisées | mb [m͡b]   |         | nd [n͡d]    |          |         |          |
| Occlusives | Labialisées   |           |         |            |          | kw [kʷ] |          |
| Fricatives | Sourdes       |           | θ [θ]   | s [s]      | š [ʃ]    | x [x]   | h [h]    |
| Fricatives | Sonores       | v [v]     |         |            | ž [ʒ]    |         |          |
| Affriquées | Affriquées    |           |         |            | č [ t͡ʃ ] |         |          |
| Nasales    | Nasales       | m [m]     |         | n [n]      | ñ [ɲ]    |         |          |
| Liquides   | Liquides      |           |         | l [l]      |          |         |          |
| Roulées    | Roulées       |           |         | r [r]      |          |         |          |

### Nasalisation
La nasalisation, en mixtèque de Tezoatlán, est un trait phonologique qui s'étend à tout le mot. Les mots contenant une consonne nasale sont obligatoirement nasalisés. Les mots contenant d'autres consonnes peuvent aussi l'être. Ce phénomène est marqué par un /n/ en exposition. Des exemples sont ndiši, aller à la maison, ou koʔòⁿ, aller, tous deux nasalisés. À l'inverse kiši, venir, ne l'est pas.

### Une langue tonale
Le mixtèque de Tezoatlán est une langue tonale qui possède trois tons, haut, marqué /á/, bas, marqué /à/ et moyen, marqué /a/. La phrase suivante montre les trois tons. La deuxième ligne montre l'analyse des morphèmes :
- θá nì kee nduʔu kwaʔàⁿ ndù šíʔíⁿ ná Čapultepée.
- ensuite complétif partir 1ère-pers.-pl.-exclusif aller 1ère-pers.-pl.-exclusif avec trois Chapultepec.
- Ensuite nous sommes partis pour aller avec lui à Chapultepec[4].